# Mona Hofland
Mona Hofland (24. juni 1929 – 11. februar 2010) var en norsk skuespillerinde. Hun var tidligt i sin karriere tilknyttet Studio teater, og har siden medvirket i en række af Norges vigtigste filmscener. Hun var ansat ved Oslo Nye Teater i 1953, i 1960, spillede hun rollen som Eliza Doolittle i My Fair Lady.
I 1999 blev hun ansat ved National Theater, hvor hun deltog i 50 filmproduktioner.
I 2001 blev hun udnævnt til Ridder af St. Olav. Hun har haft mange filmroller, og spillede i 1990'erne en central rolle i Familiesagaen De syv søstre.
Hun var gift med skuespiller Espen Skjønberg.